# Ижевское городище
Иже́вское городи́ще — археологический памятник, укреплённое городище в Ижевском сельском поселении Пижанского района Кировской области.

## Описание
Городище расположено у бывшей деревни Городище на правом берегу реки Иж. Размеры — 80×50 м. Укреплено земляным валом и рвом. Общая площадь — 5400 м², в 30 м от подножия холма, изучено 540 м², толщина культурного слоя 20 см.

## История и изучение
Городище действовало в IV—V веках и было заселено, вероятно, праудмуртами. После первого заселения сожжено вытеснившими праудмуртов марийцами и населено ими в VII—VIII веках, при которых городище окружено деревянным тыном.
Объект упоминается в печати с 1865. В 1882 известный археолог А. А. Спицын включил городище в свой каталог, а в июне 1887 обследовал. В 1962 на городище работала археологическая экспедиция, проводившая раскопки под руководством Г. А. Архипова.